# Bruno Torpigliani
Bruno Torpigliani (* 15. April 1915 in Asciano; † 3. Mai 1995) war ein italienischer römisch-katholischer Erzbischof und zuletzt Apostolischer Nuntius auf den Philippinen.

## Biografie
Torpigliani empfing am 24. Oktober 1937 die Priesterweihe und trat nach einer Tätigkeit als Priester später in den diplomatischen Dienst des Heiligen Stuhls.
Am 1. September 1964 wurde er zum Apostolischen Nuntius in El Salvador sowie in Guatemala sowie zugleich zum ersten Titularerzbischof pro hac vice von Malliana ernannt. Als solcher empfing er am 25. Oktober 1964 die Bischofsweihe durch Amleto Giovanni Kardinal Cicognani und den Mitkonsekratoren Antonio Kardinal Samorè und Bischof Telesforo Giovanni Cioli. Während dieser Zeit war er zwischen September und November 1964 sowie September und Dezember 1965 auch Konzilsvater der dritten und vierten Sitzungsperiode des Zweiten Vatikanischen Konzils.
Nach einer am 3. August 1968 begonnenen Tätigkeit als Apostolischer Nuntius in der Demokratischen Republik Kongo wurde er zuletzt am 6. Juni 1973 Apostolischer Nuntius auf den Philippinen. Dieses Amt übte er fast 17 Jahre bis zu seinem Rücktritt im April 1990 aus.
Während seiner Tätigkeiten als Apostolischer Nuntius spendete er unter anderem die Bischofsweihen für Gustave Olombe Atelumbu Musilamu im September 1969, Gaudencio Rosales im Oktober 1974, Vicente C. Manuel im Juni 1983 sowie Vicente Salgado y Garrucho im Juli 1988.